# Армянская энциклопедия фонда «Хайазг»
Армянская энциклопедия фонда «Хайазг» (арм. «Հայազգ» հիմնադրամի հայկական հանրագիտարան) — российская интернет-энциклопедия, посвящённая армянам и действующая на русском и других языках.

## Описание
Энциклопедия была создана при поддержке организации «Ново-Нахичеванская-на-Дону армянская община» из города Нахичевань-на-Дону, Ростовская область, и первый год финансировалась председателем этой организации, после чего развивалась за счёт эпизодических пожертвований.
Основатель энциклопедии — Сергей Саядов, исполнительный директор организации «Ново-Нахичеванская-на-Дону армянская община». Энциклопедией управляет некоммерческая организация «Культурно-просветительский фонд „Хайазг“».
Энциклопедия посвящена всему, что связано с армянами и армянской культурой. По состоянию на 2014 год посещаемость составляла около 100 тысяч человек в месяц. Реклама в энциклопедии отсутствует.
Энциклопедия действует на движке MediaWiki, но, в отличие от Википедии, свободное редактирование отсутствует: материалы присылаются в редакцию и размещаются в энциклопедии после обработки. По состоянию на 2014 год обработкой материалов занимался один человек — Саядов.

## История
Первая версия энциклопедии, русскоязычная, была запущена в сентябре 2007 года. По состоянию на 2010 год в ней было 10 тысяч статей, по состоянию на 2024 год — 28 тысяч статей. Помимо других тем, она освещает армяно-российские отношения и вклад армян в историю и культуру России.
В 2014 году при поддержке Ереванского государственного университета была запущена версия на армянском языке. В конце 2016 года при сотрудничестве с Французским университетом в Армении была запущена версия на французском языке. В марте 2017 года была запущена версия на английском языке. По состоянию на 2024 год в них 1400, 350 и 41 статья соответственно.